# 福島県道58号矢吹天栄線
福島県道58号矢吹天栄線（ふくしまけんどう58ごう やぶきてんえいせん）は、福島県西白河郡矢吹町から岩瀬郡天栄村に至る県道（主要地方道）である。

## 概要

### 路線データ
- 起点：西白河郡矢吹町大町
- 終点：岩瀬郡天栄村田良尾
- 総延長：26.713km
  - 実延長：26.692km[1]

## 歴史
- 1982年4月1日 - 建設省告示第935号が公布され、県道羽鳥矢吹線が主要地方道矢吹天栄線として指定される。
- 1983年（昭和58年）1月11日 - 福島県によって県道路線に認定される[2]。
- 1993年（平成5年）5月11日 - 建設省から、県道矢吹天栄線が矢吹天栄線として主要地方道に指定される[3]。

## 路線状況

### 冬期交通不能区間
- 白河市大信隈戸 - 岩瀬郡天栄村羽鳥字一本木（9.3km）[4]

### 道路施設
万才橋
- 全長：59.3m
  - 主径間：36.75m
- 幅員：7.5（10.0）m
- 形式：単純合成H鋼桁橋＋単純合成鋼鈑桁橋（計2径間）
- 竣工：1984年

矢吹町堰の上にて一級水系阿武隈川水系隈戸川を渡る。地方道特殊改良1種事業（大信工区）による路線の付替えの関連工事として1982年度より地方道橋梁整備事業として着工された。総事業費は1億3570万円。
川田橋
- 全長：52.5m
- 幅員：11.0m
- 竣工：2001年[6]

白河市大信増見字川田から大信町屋字古舘に位置し、一級水系阿武隈川水系隈戸川を渡る。
樋ノ口橋
- 全長：5m
- 幅員：9m
- 竣工：1976年

樋ノ口側道橋
- 全長：8.2m
- 幅員：2.5m
- 形式：加圧コンクリートスラブ桁橋
- 竣工：2003年
- 総工費：720万円

白河市大信下小屋字樋ノ口にて一級水系阿武隈川水系隈戸川支流の樋ノ口沢をわたる。橋上は上下対向2車線で供用されており、歩道が設置されていなかったが、交通安全施設等整備事業により上り線側に側道橋が架橋された。
井戸上橋
- 全長：8.0 m
- 幅員：6.0 (8.0)m
- 形式：PC単純プレテンホロー桁橋
- 竣工：2004年度（平成16年度）

白河市大信隈戸に位置し、一級水系阿武隈川水系隈戸川支流普通河川井戸上沢を渡る。通常砂防事業による渓流保全工整備に伴い補償工事として建設された。総工費は4300万円。

## 地理

### 通過する自治体
- 西白河郡矢吹町
- 白河市
- 岩瀬郡天栄村

### 交差する道路
矢吹町内
- 国道4号・福島県道44号棚倉矢吹線（大町（矢吹中町交差点） 起点）

白河市内
- 国道294号（大信町屋字町屋）
- 福島県道282号十日市矢吹線（白河市大信隈戸字北田）

天栄村内
- 国道118号（岩瀬郡天栄村田良尾 終点）

### 沿線にある施設など
- 東北電力ネットワーク矢吹変電所
- 大屋郵便局
- 白河市立大屋小学校
- 聖ヶ岩ふるさとの森 ビジターセンター